# Beno Udrih
Beno Udrih (* 5. července 1982, Celje) je bývalý slovinský basketbalista. Patří do padesátky nejúspěšnějších Evropanů v NBA z hlediska počtu bodů. Je nejúspěšnějším Slovincem v NBA po Goranu Dragićovi a Lukovi Dončićovi. V současnosti je trenérem amerického klubu Wisconsin Herd, který působí v NBA G League. V NBA hrál za San Antonio Spurs (2004–2007), Sacramento Kings (2007–2011), Milwaukee Bucks (2011–2013), Orlando Magic (2013), New York Knicks (2013–2014), Memphis Grizzlies (2014–2015), Miami Heat (2015–2016) a Detroit Pistons (2016–2017). Se San Antoniem NBA dvakrát vyhrál (2005, 2007). V základní části NBA odehrál 831 utkání a zaznamenal 6952 bodů (průměr 8,4 bodu na zápas). Dalších 53 zápasů odehrál v play-off a přidal zde 236 bodů. V domácí soutěži hrál za KD Hopsi Polzela (1997–2000) a KK Olimpija Lublaň (2000–2002), s Olimpijí se stal dvakrát mistrem Slovinska (2001, 2002), jednou vyhrál Adriatickou ligu (2002) a třikrát vybojoval slovinský pohár (2000, 2001, 2002). Hrál též za izraelský klub Maccabi Tel Aviv (2002–2003), s nímž se stal mistrem Izraele (2003) a získal izraelský pohár (2003). S litevským Žalgirisem Kaunas, kde strávil závěr kariéry (2017–2018), se stal mistrem Litvy (2018) a vyhrál litevský pohár (2018). Působil též v ruském Avtodoru Saratov (2003–2004) a italské Olimpii Milano (2004). Euroligu hrál s Lublaní, Maccabi a Milánem, celkem v ní odehrál 69 zápasů a dal 518 bodů (7,5 na zápas). Se slovinskou reprezentací se zúčastnil mistrovství světa v roce 2006 (12. místo). U slovinských fanoušků si získal jistou neoblibu za to, že odehrál za národní tým relativně málo utkání.